# Catalogue of the Vascular Plants of Sao Tome
Catalogue of the Vascular Plants of Sao Tome (abreviado Cat. Vasc. Pl. S. Tome) fue un libro ilustrado con descripciones botánicas que fue escrito  por Arthur Wallis Exell y editada en Londres por el Museo de Historia Natural de Londres. Publicado en el año 1946.